# Richard Collet
Richard Otto Ernst Collet (* 5. Februar 1890 in Schönecken im Eifelkreis Bitburg-Prüm; † 1. September 1933 in Montabaur) war ein deutscher Jurist und Landrat des Unterwesterwaldkreises.

## Leben
Richard Collet war ein Sohn des Rentmeisters Hugo Collet und dessen Ehefrau Barbara Melsheimer.
Nach dem Studium der Rechtswissenschaften wurde er, bevor er im April 1921 zum Gerichtsassessor ernannt wurde, im September 1922 probeweise beim Landratsamt Bitburg und später auch in Koblenz eingestellt. Als der Landrat Gerhard Weil 1923 von der Interalliierten Rheinlandkommission vom Dienst ausgewiesen wurde, übernahm Collet bis Mai 1924 die Leitung der Koblenzer Kreisverwaltung.
Am 19. Mai 1924 wurde er mit der vertretungsweisen Verwaltung des Landratsamtes des Unterwesterwaldkreises in Montabaur beauftragt. Seinen Dienst trat er dort am 11. August 1924 an und wurde am 10. März 1925 definitiv zum Landrat des Unterwesterwaldkreises ernannt. Im Sommer 1933 wurde er beurlaubt und durch Rudolf von Preuschen im Amt des Landrats abgelöst.
Er war Mitglied der katholischen Studentenverbindungen KDStV Hohenstaufen Freiburg im Breisgau (seit 1910) und KDStV Bavaria Bonn im CV.